# Foire de Bologne
Ne doit pas être confondu avec Foire du livre de jeunesse de Bologne.
La Foire de Bologne (en italien, BolognaFiere) est le pôle d'exposition de la ville et de l'agglomération de Bologne, en Émilie-Romagne, dans le nord-ouest de l'Italie.
La quarante-quatrième édition, initialement prévue du 11 au 15 novembre 2020, est annulée le 5 mai, en raison de la pandémie de maladie à coronavirus. Par ailleurs, la prochaine édition est programmée du 3 au 7 février 2021.

## Histoire
L'histoire de la Foire à Bologne débute au XIXe siècle. La première foire importante de Bologne fut la « Grande exposition émilienne » en 1888, qui eut lieu dans les jardins Margherita. Elle sera inaugurée par le Roi d'Italie Umberto Ier, son épouse Marguerite de Savoie et par le Président du Conseil Francesco Crispi.
En 1901, dans les locaux de l'EDEN Kursal, le siège actuel l'Hôtel « I Portici » de la Via Indipendenza, se tient la première foire exposition de Bologne.
La première année de lancement de la foire, telle qu'on la conçoit de nos jours, remonte à 1927, année durant laquelle on construit le Littoriale, là où se déroulera la Foire, dans la partie la plus moderne de la ville.
En 1947, est constitué l'Ente Autonomo delle Fiere di Bologna (L'organisme autonome des Foires de Bologne) qui ne dispose toujours pas d'un lieu fixe d'exposition. Les foires se tiennent alors entre le jardin de la Montagnola et le Palazzo del Podestà.
Durant les années 1950, on commence à envisager la construction d'une véritable zone pour la Foire. Un concours de concepteurs est lancé qui sera remporté par les architectes Leonardo Benevolo, Tommaso Giuralongo et Carlo Melograni. Les travaux débutent en 1964 avec la pose de la première pierre. Le premier bloc ouvrira en 1965 et peut accueillir la 29e Foire de Bologne.
La Foire de Bologne se compose d'une zone d'exposition qui s'est développée au fil des ans dans le quartier San Donato au nord de l'agglomération et à proximité de la tangenziale. Le centre historique se compose des pavillons historiques Padiglioni di Benevolo, de Leonardo Benevolo, qui les a conçus en 1964. Font aussi partie de cette zone « historique » les pavillons 21, 22, 25, 26, 31 et 32.
Un agrandissement important du quartier de la Foire est réalisé en 1972 avec les gratte-ciel de Fiera District, siège de bureaux importants dont ceux de la région Émilie-Romagne.
En 2002, l'Ente Autonomo della Fiera di Bologna est intégralement privatisé et transformé en société anonyme, Bolognafiere Spa, qui gérera l'ensemble du système des Foires régionales composé de trois pôles d'exposition : Bologne, Modène, et Ferrare, ce qui représente une surface globale de plus de 200 000 m2 couverts dans un rayon de moins de 30 kilomètres. Le Président actuel est Fabio Alberto Roversi Monaco.

## Le quartier de la foire aujourd'hui
Actuellement, BolognaFiere Group est un des principaux organisateurs de foires au niveau européen. C'est une surface d'exposition les plus avancées disposant de plus de 375 000 m2, couverts et non couverts. Les dix-huit pavillons sont complètement câblés, climatisés, et dotés des réseaux informatiques à très haut débit. Les cinq entrées permettent d'abriter autant d'expositions simultanément.
Le principe qui a prévalu dans le système mis en œuvre concerne la flexibilité maximale de l'ensemble. Tous les pavillons sont accessibles indépendamment les uns des autres, des parkings souterrains offrant 14 500 places sont disponibles et chaque place peut être réservée.
BolognaFiere est la première zone de foire à disposer d'un accès direct et spécial à l'autoroute. Une gare ferroviaire spécifique, BolognaFiere, a été réalisée par les Ferrovie dello Stato (FS), elle accueille les trains spéciaux des visiteurs. Un héliport est situé sur le toit du pavillon 16-18.
Quelques chiffres :
- Surface globale : 375 000 m2
- Places de parking couvertes : 14 500
- Nombre moyen annuel d'expositions : 27
- Exposants : 16 127
- Entrées indépendantes : 5
- Visiteurs professionnels : 950 245

## Les principales expositions de BolognaFiere
BolognaFiere dispose d'un portefeuille de plus de 75 manifestations en Italie comme à l'étranger dans les domaines de l'architecture et les constructions, art, musique, culture et design, santé, beauté et bien-être, alimentation et grande consommation, services et temps libre, agriculture et jardinage, auto et moteurs, industrie et innovation, mode, maroquinerie et chaussures.
Parmi celles-ci, plus de douze sont des expositions professionnelles leader mondiales qui ont lieu à Bologne : 
- Cosmoprof - Salon international de la parfumerie, de la cosmétique, de la coiffure, de l'esthétique, des ongles et du spa.
- Lineapelle - Exposition internationale de peaux, accessoires/composants, synthétiques/tissus et modèles pour les chaussures et la maroquinerie, habillement et décoration.
- Bologna Children's Book Fair - Foire du livre de jeunesse de Bologne.
- Cersaie - Salon international de la céramique pour l'architecture et de la salle de bains.
- Eima International - Exposition internationale de machines pour l'agriculture.
- Saie - Salon international de la construction.
- Autopromotec - Biennale Internationale des Équipements et Produits pour l'Industrie Automotive.
- Tech - Salon de la machine pour chaussures et maroquinerie - Salon des machines pour tanneries et produits chimiques.
- Arte Fiera - Foire internationale d'art contemporain.
- Motor Show de Bologne - Salon international de l'automobile.
- Sana - Salon international du naturel.